# Saint-Dizant-du-Bois
Saint-Dizant-du-Bois település Franciaországban, Charente-Maritime megyében. Lakosainak száma 113 fő (2022. január 1.). Saint-Dizant-du-Bois Consac, Mirambeau, Nieul-le-Virouil, Saint-Martial-de-Mirambeau és Semillac községekkel határos.

## Népesség
A település népessége az elmúlt években az alábbi módon változott:
| Lakosok száma | 134  | 103  | 83   | 102  | 120  | 115  | 111  | 111  | 111  | 113  |
|               | 1968 | 1982 | 1990 | 2006 | 2013 | 2015 | 2017 | 2019 | 2020 | 2022 |